# Canek Sánchez Guevara
Canek Sánchez Guevara (1974 – 2015) là tác giả, nhiếp ảnh gia, nhạc sĩ và nhà bất đồng chính kiến người Cuba. Bản thân là cháu trai của nhà cách mạng người Argentina Che Guevara, ông lớn lên trong tầng lớp thượng lưu của xã hội Cuba thời hậu cách mạng, nhưng sớm trở nên vỡ mộng với chính phủ của Fidel Castro. Sau cái chết của mẹ mình, ông sang sống lưu vong ở México rồi làm nhà văn viết bài cho tờ Proceso với những lời chỉ trích chính phủ Cuba. Ông qua đời vào năm 2015, sau những biến chứng của ca phẫu thuật tim.

## Tiểu sử
Canek Sánchez Guevara chào đời tại thủ đô La Habana của Cuba vào ngày 22 tháng 5 năm 1974. Ông là con trai của nhà hoạt động cánh tả người México Alberto Sánchez Hernández và vợ là Hildita Guevara Gadea, trưởng nữ của nhà cách mạng người Argentina Che Guevara. Ông được đặt tên theo Kan Ekʼ (Rắn Đen), một tước hiệu của dòng dõi quân chủ Maya cổ đại.
Sánchez Guevara lớn lên trong một dinh thự ở khu vực cao cấp Miramar, là nơi mà bà mẹ vào làm việc cho một trung tâm tuyên truyền của chính phủ. Ông được đưa ra nước ngoài để học tập tại Ý, Tây Ban Nha và México, trước khi trở về Cuba vào năm 1986. Trong những năm tháng tuổi thiếu niên, ông đã ngưỡng mộ người ông quá cố của mình, mặc dù ông cũng vật lộn với kỳ vọng sống theo di sản của Che, vì người Cuba đã chỉ cho ông "cách cư xử, những gì cần làm và những gì cần nói". Khi lớn lên, Sánchez Guevara ngày càng trở nên vỡ mộng với chính phủ của Fidel Castro, mà ông ví như chế độ quân chủ, do đàn áp các nhà hoạt động và nghệ sĩ bất đồng chính kiến. Ông sa vào nền văn hóa punk La Habana và thành lập một ban nhạc heavy metal nên bị cảnh sát Cuba theo dõi. Ông từng tham dự buổi biểu diễn bất hợp pháp để rồi bị phía cảnh sát xông vào bắt giữ và khám xét người trong một vụ đột kích.
Khi ông vừa tròn 21 tuổi, mẹ của Sánchez Guevara đang hấp hối vì ung thư tại một bệnh viện ở La Habana, thế rồi hai người thảo luận về tình hình của cuộc cách mạng Cuba. Hildita coi chế độ hiện tại đã trì trệ nhưng vẫn mơ tưởng về một "thể chế Cộng sản có khuôn mặt con người" trong tương lai. Canek bi quan hơn, tuyên bố rằng Che "vốn chẳng bao giờ chấp thuận những gì đã xảy ra với cuộc cách mạng này", lưu ý rằng sự đàn áp chính trị khắc nghiệt hơn nhiều so với thời ông ngoại mình. Sau cái chết của bà mẹ, vào năm 1996, Sánchez Guevara đã tự nguyện lưu vong. Ông định cư tại thành phố Oaxaca của México, làm việc trong vai trò nghệ sĩ, nhạc sĩ và tác giả.
Trong chuyên mục viết cho tạp chí Proceso, ông chỉ trích chế độ Cuba không chỉ phản dân chủ mà còn phản cộng sản. Tháng 10 năm 2004, ông viết trên tờ Proceso rằng: "Cách mạng Cuba đã tạo ra một giai cấp tư sản, một bộ máy đàn áp nhằm bảo vệ chống người dân bộ máy quan liêu rất xa lạ với chính bản thân họ. Nhưng trên hết, nó phản dân chủ vì chủ nghĩa cứu thế tôn giáo của nhà lãnh đạo". Ông tiếp tục lên án "việc hình sự hóa sự khác biệt, phương tiện đàn áp người đồng tính, người theo chủ nghĩa hippy, người có suy nghĩ tự do, người theo công đoàn và các nhà thơ" và việc thiết lập "một giai cấp tư sản xã hội chủ nghĩa". Ông kết luận bằng tuyên bố rằng: "Tất cả những lời chỉ trích của tôi đối với Fidel Castro đều bắt đầu từ việc ông ta xa rời các ý tưởng tự do, từ hành vi phản quốc của ông ta đối với người dân Cuba và hệ thống cảnh giác đáng sợ được thiết lập nhằm bảo vệ Nhà nước bằng cách đàn áp người dân". Vì những lời chỉ trích đối với chế độ Cuba mà ông đã bị nhiều nhà hoạt động thân Castro, bao gồm cả bà dì Aleida Guevara, sỉ nhục và lên án. Ông đáp trả bằng cách so sánh chủ nghĩa Castro với chủ nghĩa cuồng tín tôn giáo. Năm 2006, ông viết rằng "Tôi chỉ là một người ích kỷ khao khát trở thành một người tự do, một kẻ ích kỷ biết rằng ích kỷ là một phần của tất cả chúng ta và [...] rằng tự do của tôi chỉ có giá trị nếu tự do của bạn cũng vậy".
Ngày 21 tháng 1 năm 2015, Sánchez Guevara qua đời do biến chứng phẫu thuật tim. Năm 2016, một số cuốn sách của ông đã được phát hành sau khi ông qua đời. Trong đó có cuốn tự truyện mang tên Diario sin motocicleta và quyển tiểu thuyết nhan đề 33 Revoluciones.

## Tác phẩm
- Sánchez Guevara, Canek (ngày 17 tháng 10 năm 2004). "Cuba: "Un ideal falsificado"". Proceso (bằng tiếng Tây Ban Nha). số 1459.
- Sánchez Guevara, Canek (2016). 33 Revolutions. Curtis, Howard biên dịch. New York City: Europa Editions. ISBN 9781609453480. OCLC 945483048.
- Sánchez Guevara, Canek (2016). Diario sin motocicleta (bằng tiếng Tây Ban Nha). Logroño: Pepitas de Calabaza. ISBN 9788415862628. OCLC 964456979.
- Sánchez Guevara, Canek (2019). Los supervivientes (bằng tiếng Tây Ban Nha). Barcelona: Penguin Random House. ISBN 9788417906078. OCLC 1129216138.
- Sánchez Guevara, Canek (2020). Confesiones de un artista ensangrentado (bằng tiếng Tây Ban Nha). Barcelona: Penguin Random House. ISBN 9788417906207. OCLC 1139277967.